# Pirates of the Caribbean: Dead Man's Chest
Pirates of the Caribbean: Dead Man's Chest is een Amerikaanse fantasy/avonturenfilm uit 2006, geregisseerd door Gore Verbinski. Het is de eerste sequel van Pirates of the Caribbean: The Curse of the Black Pearl. Het script is geschreven door Ted Elliott en Terry Rossio. De hoofdrollen worden wederom vertolkt door Johnny Depp, Orlando Bloom, Keira Knightley en Bill Nighy.
De film was de meest succesvolle film van 2006. Pirates 2 brak ook nog eens een record, slechts in twee dagen had de film al 100 miljoen dollar opgeleverd. De film is tegelijk opgenomen met de derde film, Pirates of the Caribbean: At World's End.

## Verhaal
De film speelt korte tijd na de vorige film. De Britse Oost-Indische Compagnie heeft haar zinnen gezet op het uitroeien van alle piraten in het Caribisch gebied. Lord Cutler Beckett, een hoge officier binnen de Compagnie, arriveert in Port Royal. Hij laat meteen Will Turner en Elizabeth Swann, die op het punt stonden te gaan trouwen, arresteren vanwege het feit dat ze Jack Sparrow hebben helpen ontsnappen. Hij is echter bereid een deal met hen te maken; als Will hem een speciaal kompas kan bezorgen dat Jack in zijn bezit heeft, zal Beckett hun beide gratie verlenen. Will gaat akkoord en vertrekt op zoek naar Jack.
Ondertussen wordt Jack Sparrow opgezocht door zijn voormalige crewlid Bill Turner, de vader van Will. Bill is nu een dienaar van Davy Jones, kapitein van het spookachtige schip de Flying Dutchman. Het blijkt dat Jack nog bij Jones in het krijt staat omdat die 13 jaar geleden de Black Pearl voor hem heeft gered van de zeebodem. Jack moet volgens afspraak nu lid worden van Jones bemanning en hem 100 jaar dienen. Bill geeft Jack de beruchte Zwarte Vlek, het teken dat Davy Jones het op hem heeft voorzien. Deze vlek dient tevens als baken voor de Kraken: een monsterlijke octopus die voor Jones werkt.
Jack en zijn bemanning blijven dicht bij land in de hoop aan Davy Jones te ontkomen. Ze stranden zo op een eiland dat bewoond wordt door kannibalen. Will belandt ook op dit eiland en bevrijdt Jack en de anderen. Wanneer Will Jack de situatie uitlegt, is deze bereid hem het kompas te geven in ruil voor Wills hulp bij het vinden van een bepaalde sleutel. Jack, Will en de piraten gaan naar Tia Dalma, een tovenares. Zij vertelt Will meer over de sleutel die Jack zoekt. Deze sleutel kan de dodemanskist openen, waarin het hart van Davy Jones ligt. Wie dit hart bezit, kan Davy Jones dwingen om hem te gehoorzamen, het hart doorboren is de enige manier waarop Davy Jones kan sterven. Het kompas van Jack kan de weg wijzen naar de locatie van de kist.
Terug op zee wordt de Black Pearl ingehaald door de Flying Dutchman. Jack probeert zonder succes Will te ruilen voor zijn vrijheid. Davy Jones wil Jack alleen laten gaan als hij hem 99 andere zielen kan brengen ter compensatie van zijn eigen. Wel neemt hij Will vast mee als onderpand. Aan boord van de Dutchman ontmoet Will voor het eerst zijn vader Bill. Tevens ontdekt hij dat de sleutel van de dodemanskist in Jones' bezit is. Will besluit de kist te zoeken zodat hij Davy Jones kan dwingen zijn vader te laten gaan.
Ondertussen, in Port Royal, ontsnapt Elizabeth uit de gevangenis en gaat op zoek naar Will en Jack. Ze belandt in Tortuga, waar ze Jack en Gibbs vindt. Die proberen zonder succes mensen te ronselen voor Davy Jones. Ze overtuigt Jack om op zoek te gaan naar de dodemanskist. Ze zijn echter niet de enigen; James Norrington, de voormalige commodore van de Britse marine die zijn baan is kwijtgeraakt omdat hij Jack niet heeft kunnen arresteren, wil de kist ook hebben daar dat is wat Beckett naar op zoek is. Hij hoopt zo weer in de gratie te komen bij de marine.
Jack, Norrington en Elizabeth vinden de kist op Isla Cruces. Niet veel later arriveert ook Will, die is ontsnapt van de Dutchman. Een gevecht breekt uit tussen Jack, Will en Norrington over wie de kist krijgt. Uiteindelijk gaat Norrington er met het hart van Davy Jones vandoor. Jack en Will krijgen niet de kans om de achtervolging in te zetten, daar de Flying Dutchman opeens opduikt. De Black Pearl probeert te ontkomen, maar Jones laat de Kraken oproepen om het schip te laten zinken. Elizabeth beseft dat het de Kraken enkel om Jack te doen is, en maakt hem met handboeien vast aan de mast van de Pearl terwijl de rest van de bemanning het schip verlaat. De Kraken trekt de Pearl, met Jack aan boord, mee de diepte in.
Norrington bereikt met het hart van Davy Jones Port Royal, en geeft het hart aan Beckett. Beckett heeft nu de macht over Davy Jones, de Flying Dutchman, en daarmee de zee. Zijn plan om alle piraten uit te roeien kan beginnen. De crew van de Pearl zoekt ondertussen Tia Dalma op, die hun vertelt dat Jack nu gevangen zit in de kist van Davy Jones, in de onderwereld. Alle piraten stemmen in om Jack te gaan redden. Tia Dalma introduceert iedereen aan een kapitein die volgens haar bekend is met de wateren van de onderwereld; de weer tot leven gebrachte Hector Barbossa.
Na de aftiteling is de gevangenishond nog te zien, die door de kannibalen als opperhoofd aanbeden wordt.

## Rolverdeling
| Acteur              | Personage               |
| ------------------- | ----------------------- |
| Johnny Depp         | Jack Sparrow            |
| Orlando Bloom       | Will Turner             |
| Keira Knightley     | Elizabeth Swann         |
| Jack Davenport      | James Norrington        |
| Bill Nighy          | Davy Jones              |
| Tom Hollander       | Cutler Beckett          |
| Stellan Skarsgård   | "Bootstrap" Bill Turner |
| Kevin McNally       | Joshamee Gibbs          |
| Jonathan Pryce      | Weatherby Swann         |
| Lee Arenberg        | Pintel                  |
| Mackenzie Crook     | Ragetti                 |
| Naomie Harris       | Tia Dalma               |
| Martin Klebba       | Marty                   |
| David Schofield     | Ian Mercer              |
| Alex Norton         | Captain Bellamy         |
| Lauren Maher        | Scarlett                |
| Vanessa Branch      | Giselle                 |
| John Boswall        | Wyvern                  |
| Derrick O'Connor    | Oude Man                |
| San Shella          | Leech                   |
| Dermot Keaney       | Maccus                  |
| Clive Ashborn       | Koleniko                |
| Robbie Gee          | Shrimper                |
| Winston Ellis       | Palafico                |
| Christopher Adamson | Jimmy Langs             |
| Andy Beckwith       | Clacker                 |
| Jonathan Lindsey    | Oglivey                 |
| Reggie Lee          | Hadras                  |
| Max Baker           | Bursar                  |
| Steve Speirs        | Quartermaster           |
| Geoffrey Rush       | Captain Hector Barbossa |

## Achtergrond

### Productie
Na het succes van Pirates of the Caribbean: The Curse of the Black Pearl (2003), tekenden alle medewerkers van die film een contract voor nog twee films.
Al direct vanaf het begin wilde Disney de twee vervolgfilms tegelijkertijd gaan opnemen om meer tijd te hebben voor de opnames en te zorgen dat alles goed op elkaar aan zou sluiten. Schrijvers Ted Elliott en Terry Rossio, die samen verantwoordelijk waren voor het script van de vorige film, werden wederom benaderd voor de twee vervolgfilms. Ze besloten om niet zoals bij bijvoorbeeld de Indiana Jones en James Bond-filmreeksen van deze nieuwe films op zichzelf staande verhalen te maken met toevallig dezelfde personages, maar in plaats daarvan de twee films samen met de eerste film een lang verhaal te laten vormen.
Enkele van de eerste ideeën voor de films draaiden om de Fontein van de Eeuwige Jeugd, maar dit idee werd verworpen ten gunste van een plot rondom de legendarische Davy Jones. Ook werd het spookschip De Vliegende Hollander erbij betrokken, evenals de historische Britse Oost-Indische Compagnie.
Plannen voor het maken van de film begonnen in juni 2004. Vanaf het begin stond vast dat het een grotere productie zou worden dan The Curse of the Black Pearl. Er werden meer zeewaardige schepen gebouwd zodat de scènes niet meer in een droogdok hoefden te worden gefilmd. Er waren in het begin veel problemen om het script rond te krijgen. Toen in januari 2005 er nog geen bruikbaar script was, dreigde Disney het hele project zelfs af te blazen. De schrijvers besloten de acteurs te vergezellen naar de opnamelocaties om ter plekke inspiratie op te doen.

### Opnames

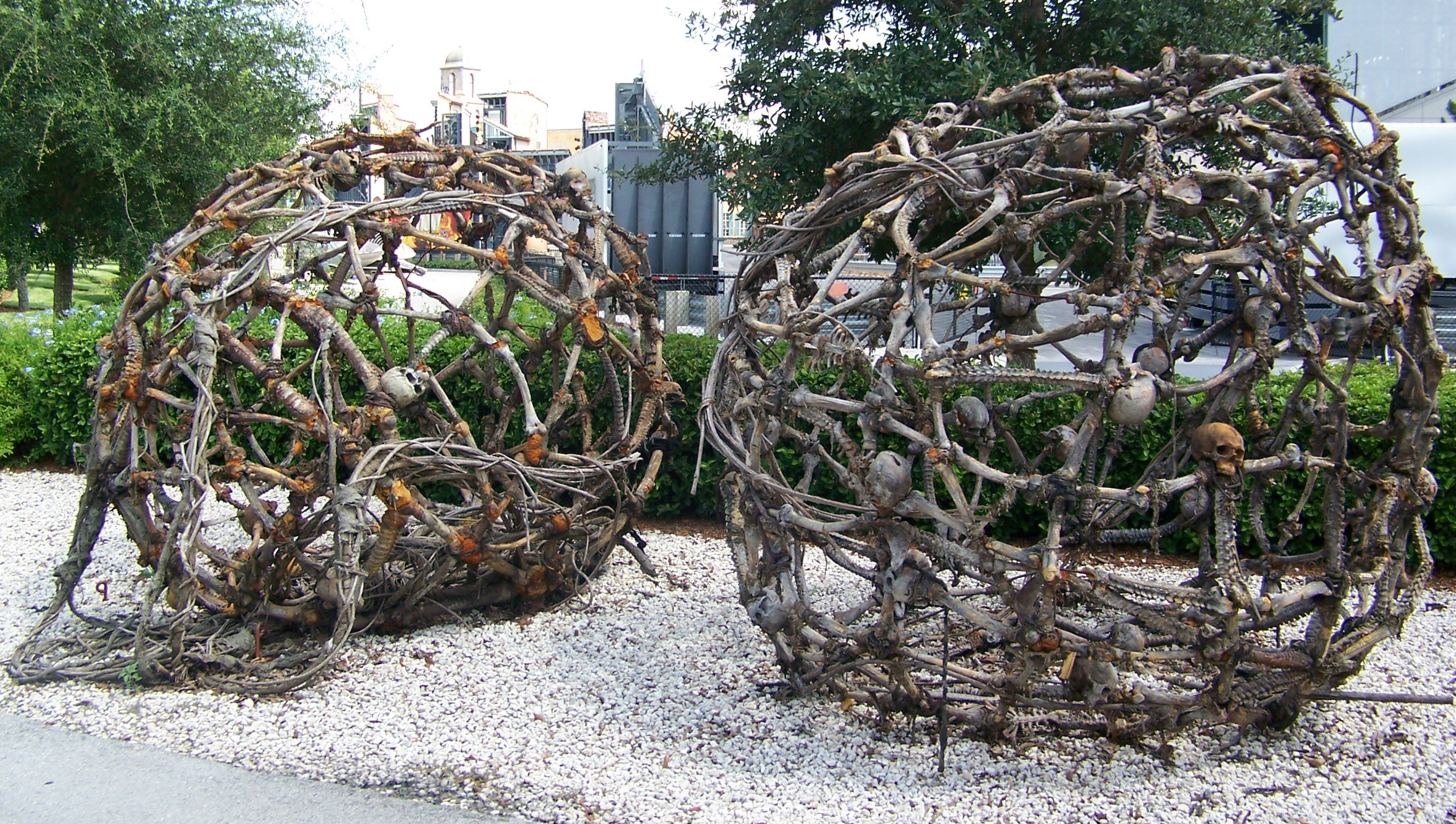
De twee ronde kooien uit een van de openingsscènes van de film. Nu te zien in Disney's Hollywood Studios.

De opnames voor Pirates of the Caribbean: Dead Man's Chest begonnen op 28 februari 2005, in Palos Verdes. De eerste opnamedag vond plaats in de Walt Disney Studios in Los Angeles op de set die diende als het interieur van de Black Pearl en de Edinburgh Trader. Het eiland Saint Vincent werd wederom gebruikt als decor voor Port Royal en Tortuga. Sets van de vorige film werden opnieuw gebruikt. Er werden vier schepen gebruikt voor enkel opvulling van de achtergrond. Een hiervan was een replica van de HMS Bounty uit de film Mutiny on the Bounty (1962).
Op 18 april 2005 begonnen de opnames in Dominica, een locatie die Verbinski had uitgekozen vanwege het afgelegen uiterlijk. De regio was echter niet voorbereid op de komst van een 500 man tellende Hollywood-filmcrew. De wegen waren slecht begaanbaar, en het weer werkte vaak ook niet mee. In Dominica werden onder andere de scènes in Tia Dalma's hut en het gevecht op Isla Cruces opgenomen. Opnames werden afgerond op 26 mei 2005.
De crew vertrok vervolgens naar een klein eiland genaamd White Cay in de Bahama's, tot de productie in augustus werd stilgelegd voor een pauze. Op 18 september 2005 begonnen de opnames op Grand Bahama. Hier werden enkele buitenscènes met de Black Pearl en Dutchman opgenomen. Zware stormen legden de opnames regelmatig stil. Op 10 september 2005 werden de opnames afgerond.

### Effecten
De crewleden van de Flying Dutchman waren in het originele script van Rossio en Elliott spoken, maar Gore Verbinski vond dit idee niks en wilde dat ze fysieke wezens zouden zijn. Hij liet ze ontwerpen als mens/zeemonster hybriden, waarbij de mate waarin een personage was veranderd in een zeebeest zijn plaats in de hiërarchie van het schip aangaf. Bijna alle crewleden zijn met de computer getekend, behalve Bill Turner, gespeeld door Stellan Skarsgård. Skarsgård moest voor elke opnamedag vier uur doorbrengen in de make-up stoel. Op de set kreeg hij de bijnaam "Bouillabaisse" mee vanwege zijn uiterlijk.
Voor kapitein Davy Jones werd een combinatie van motion capture en computeranimatie gebruikt. Bill Nighy droeg op de set al het pak dat nodig was voor motion capture, zodat deze scènes niet later opnieuw hoefden te worden gefilmd.
De Kraken was het lastigst om te tekenen daar de crew geen goede referentie had voor dit wezen. Uiteindelijk kwam animatieregisseur Hal Hickel met het idee om de film King Kong vs. Godzilla als referentie te gebruiken. Hierin kwam namelijk ook een scène met een octopus voor.

### Filmmuziek
De filmmuziek van Dead Man's Chest is gecomponeerd door Hans Zimmer, en het album bevat 12 nummers.

## Ontvangst

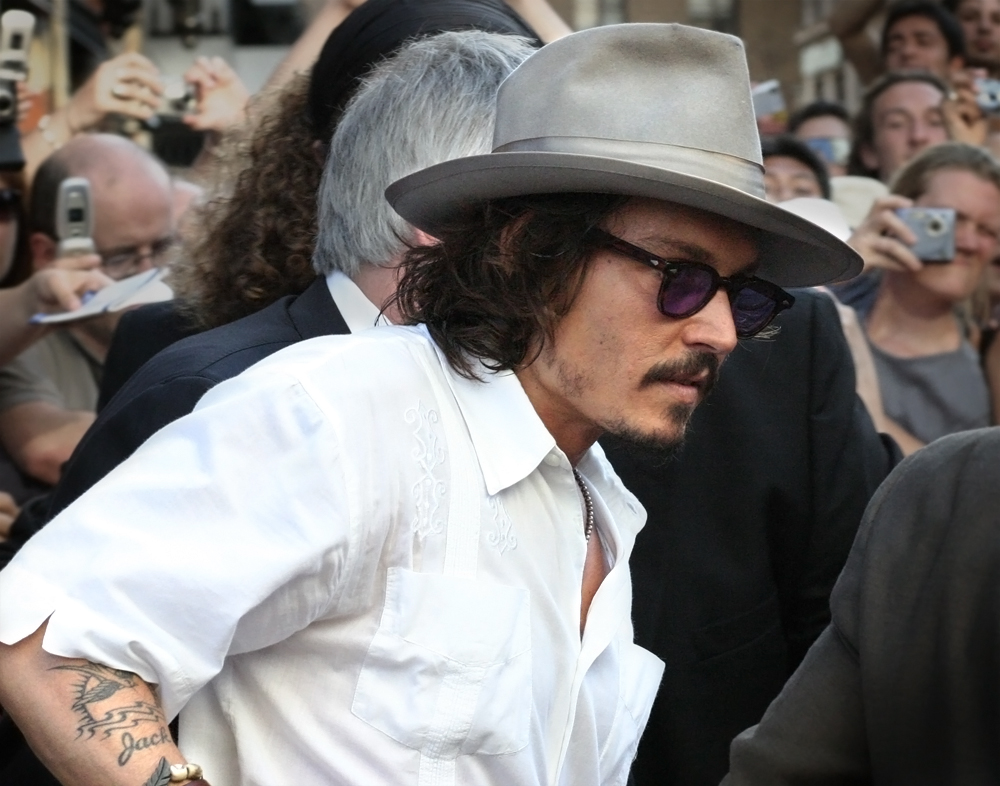
Johnny Depp bij de première van de film in Londen, juli 2006

Pirates of the Caribbean: Dead Man's Chest ging in première in Disneyland in Anaheim. Het was de eerste Disneyfilm die gebruik maakte van het nieuwe Disneylogo.
De film brak in Noord-Amerika twee records; hoogste openingsopbrengst op de eerste dag ($55.8 miljoen) en hoogste openingsopbrengst in het eerste weekend ($135.6 miljoen). Daarmee versloeg Pirates films als Star Wars: Episode III: Revenge of the Sith en Spider-Man. De film haalde wereldwijd iets meer dan 1 miljard dollar op. Daarmee werd het de op drie na meest succesvolle film ooit.
Reacties van critici over de film waren echter gemengd. Op Rotten Tomatoes scoort de film 53% aan goede beoordelingen. Mogelijk waren de verwachtingen van veel fans en critici te hoog gespannen na het succes van de eerste film.

## Prijzen en nominaties
Pirates of the Caribbean: Dead Man's Chest won in totaal 29 prijzen, waaronder een Academy Award. Verder werd de film voor nog eens 36 prijzen genomineerd.
Enkele gewonnen prijzen zijn:
- de Academy Award voor beste visuele effecten
- de Saturn Award voor beste visuele effecten
- de BAFTA Film Award voor beste visuele effecten
- de Hollywood Film Award voor visuele effecten van het jaar op het Hollywood Film Festival
- de MTV Movie Award voor beste film en beste acteur (Johnny Depp)
- People's Choice Awards voor beste film, beste filmdrama en beste schermkoppel (Keira Knightley en Johnny Depp)
- Rembrandt Awards voor beste dvd, beste buitenlandse film en beste buitenlandse acteur (Johnny Depp)
- de Satellite Award voor beste effecten
- zeven Teen Choice Awards
- zes VES Awards
- de Taurus Award voor beste gevecht

Onder de nominaties bevonden zich ook nog Academy Awards voor beste regie, beste geluidseffecten en beste geluid.